# فانيا ماركوفيتش
فانيا ماركوفيتش (20 يونيو 1994 ببلغراد في صربيا - ) هو لاعب كرة قدم صربي في مركز الوسط. لعب مع كورونا كييلتسى.

## وصلات خارجية
- فانيا ماركوفيتش على موقع قاعدة بيانات كرة القدم.إي يو (الإنجليزية)
- فانيا ماركوفيتش على موقع Soccerway.com (الإنجليزية)
- فانيا ماركوفيتش على موقع عالم كرة القدم.نت (الإنجليزية)